# René de Segonzac

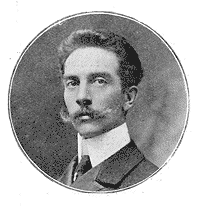
René de Segonzac (1867-1962)

Le marquis René de Segonzac, né Édouard Marie René Bardon de Segonzac le 7 septembre 1867 au château des Essarts, à Cuy (Oise) et mort le 27 mars 1962 à Woluwe-Saint-Lambert, est un militaire, explorateur et écrivain français.

## Biographie
Sorti de Saint-Cyr en 1888 (promotion de Châlons), il passe un an à l'École de cavalerie de Saumur. Dès 1892, il débarque en Côte d'Ivoire pour remonter le cours du San-Pedro. Se tient alors la funeste affaire Quiquerez-Segonzac.
Il parcourt le Maroc au tournant du siècle. En effet, il a entrepris une excursion au sud ouest du pays (notamment la vallée de l'oued Souss) et a rapporté de nombreuses observations d'altitude, de longitude et de météorologie; mais sa découverte la plus intéressante était celle des ruines romaines de Gaba au nord de Taroudant. 
En novembre 1904, il part de Marseille pour effectuer une nouvelle expédition au Maroc (hiver 1904-1905), à laquelle participent le cartographe René de Flotte de Roquevaire, le géologue Paul Lemoine, le minéralogiste Louis Gentil et les lettrés Abdelaziz Zenagui (arabisant) et Amar Boulifa (berbérisant).
Pendant cette expédition, durant quarante jours, il est "prisonnier d'hobereaux chleuh" de l'Anti-Atlas (dans le village d'Anzour près d'Agadir Melloul), avant d'être libéré.
Pendant la Première Guerre mondiale, il servit dans l'aéronautique militaire, avec le grade de capitaine.
Il aurait servi de modèle pour le personnage du lieutenant André de Saint-Avit dans L'Atlantide de Pierre Benoit. Il fut en tout cas explorateur, aventurier et l'objet d'un procès, en octobre 1893, pour l'assassinat du lieutenant Quiquerez, procès à l'issue duquel il fut acquitté.
Il a été membre des Vieilles Tiges, association de pilotes.
Il reçut la Légion d'honneur et la Croix de guerre.

## Œuvres
- À travers le Maroc : conférence faite à la Société normande de géographie.
- Voyages au Maroc (1899-1901), Paris, A. Colin, 1903, prix Auguste-Furtado de l’Académie française en 1904.
- Au coeur de l'Atlas (1904-1905), Paris, Larose, 1910 prix Montyon de l'Académie française en 1911.
- La Légende de Florinda la Byzantine, H. Piazza, 1928, orné par H. Zworykine et préface du maréchal Lyautey.